# Neolythria venulata
Neolythria venulata là một loài bướm đêm trong họ Geometridae.